# Доменико Модуньо
Доменико Модуньо (на италиански: Domenico Modugno) е италиански певец, композитор, актьор и общественик, носител на 2 награди „Грами“ през 1958 година.
По-рано същата година е победител на фестивала на италианската песен в Санремо с песента „Летя“ (Volare) - като изпълнител и автор, участва и в конкурса на Евровизия. През 1959 година отново печели в Сан Ремо и заема 2-ро място през 1960 г. За пореден път през 1962 и 1966 година е победител на фестивала в Сан Ремо. Четирикратната му победа на фестивала в Сан Ремо е своеобразен рекорд, постигнат само от още 1 певец - Клаудио Вила.
От 1986 година започва да се занимава с политика. Става депутат в италианския парламент. Умира от сърдечен удар в своя дом на 6 август 1994 г.